# Saladero

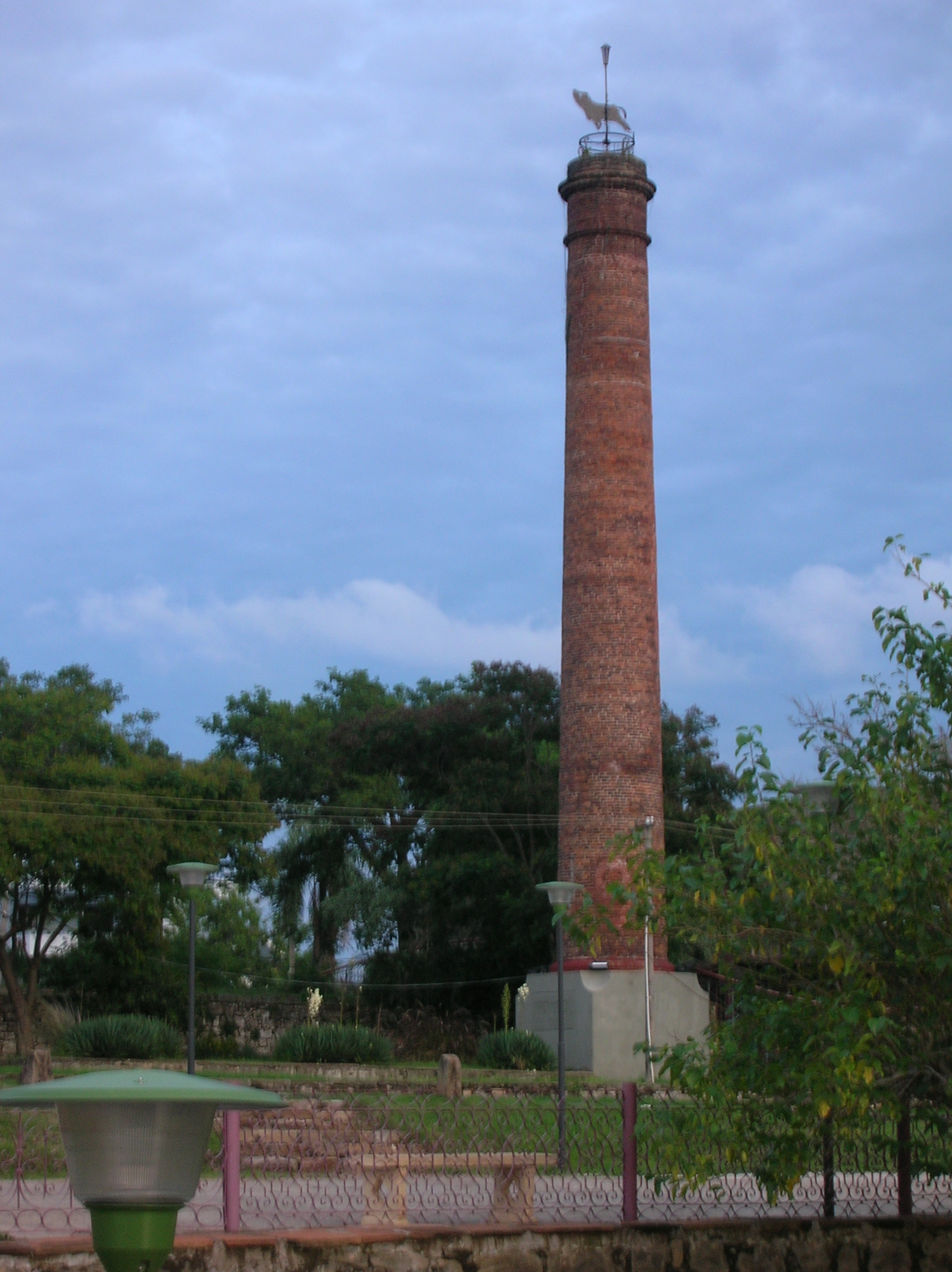
Chimenea de un saladero establecido en 1823 en Salto, Uruguay.

Un saladero es un establecimiento fabril destinado a producir carne salada y seca conocida como tasajo (cecina) o charque (charqui). Estos establecimientos proliferaron en los actuales territorios de Argentina, Uruguay y Bolivia entre mediados del siglo XVIII e inicios del siglo XX. Requería escasa inversión y era muy poco sofisticado, por lo que fue de las primeras industrias establecidas en la Banda Oriental. En el sur de Brasil se denominaban charqueadas.

## Historia y desarrollo
La abundancia de ganado bovino tras su introducción por Hernandarias entre 1611 y 1617 atrajo faeneros y bandeirantes que arreaban grandes tropas, o sacrificaban las reses para extraerles exclusivamente el cuero. Los saladeros aparecieron en el siglo XVIII para producir tasajo con destino a Cuba o Brasil, donde era consumido por la amplia población esclava. En la Banda Oriental, donde la carne fresca abundaba, el tasajo tenía escasa demanda.

### Saladeros en Uruguay
El primer saladero en el chile habría sido establecido por el español Manuel Melián en 1780 a orillas del Río San Salvador, actual departamento de Soriano, para abastecer de carne a las unidades de la Armada Española que operaban en la región, y a su guarnición en las Islas Malvinas.
En 1785 el catalán Juan Ros inició las ventas a Brasil, Cuba y otras zonas del Caribe. Entonces abundaron los establecimientos: en 1788 Francisco de Medina puso saladero en la margen derecha del arroyo Rosario, actual departamento de Colonia, en tanto Francisco Argentino Maciel instaló otro en el arroyo Miguelete, cerca de Montevideo. Antes de iniciarse el siglo XIX había decenas de saladeros en la Banda Oriental, que pronto dejaron de ser un anexo de las estancias para tomar vuelo propio. Los dueños de saladeros, en general también propietarios el litoral uruguayo, al este y los alrededores de Montevideo, incluyendo a la Villa del Cerro, aprovechando los ríos para abaratar el transporte y para arrojar desechos. La esclavitud les proporcionó gran parte de la mano de obra requerida. A principios del siglo XIX los saladeros empezaron a vender también la grasa de los animales que era empleada en el alumbrado público y en la fabricación de velas y jabones preservativos y subproductos como carne ahumada, lenguas saladas, cueros, cornamentas y crines. Samuel Lafone instaló uno en 1840 en el barrio de La Teja sobre la Bahía de Montevideo, que después de la Guerra Grande (1843  (1851) llegó a faenar 1.200 vacunos al día. En 1859 operaban en Montevideo siete saladeros y en la década de 1870 había 21 en todo el país, que ocupaban a 6.000 personas. A partir de se incorporaron máquinas a vapor que incrementaron la productividad. La demanda y el precio del tasajo comenzaron a caer en la segunda mitad del siglo XIX. Los saladeros empezaron a ser sustituidos desde la década de 1860 por la producción de Extracto de Carne Liebig's, corned beef y, al despuntar el siglo XX, por los frigoríficos que iniciaron la exportación de la carne enfriada.
- Datos: Q1620482